# Unlocked (Danzel)
Unlocked è il secondo album di Danzel, pubblicato nel 2008.

## Tracce
1. Don't Leave Me with the Light On – 3:46
2. You Spin Me Round (like a Record) – 3:16
3. Clap Your Hands – 3:12
4. My Arms Keep Missing You – 3:04
5. Legacy – 4:13
6. My Direction – 3:36
7. Undercover – 3:03
8. Jump – 3:12
9. Blue – 3:31
10. Heaven Is a Part of Me – 3:12
11. Dancin' Schoez – 3:35
12. Turn on My Own – 3:14
13. Shame – 2:56
14. Unlocked – 3:22
15. What Is Life – 4:13